# ان‌جی‌سی ۵۸۴۶
ان‌جی‌سی ۵۸۴۶ (انگلیسی: NGC 5846) یک کهکشان بیضوی است که در صورت فلکی دوشیزه قرار دارد. این کهکشان در فاصله ۹۰ میلیون سال نوری از زمین قرار دارد.